# Semana Santa

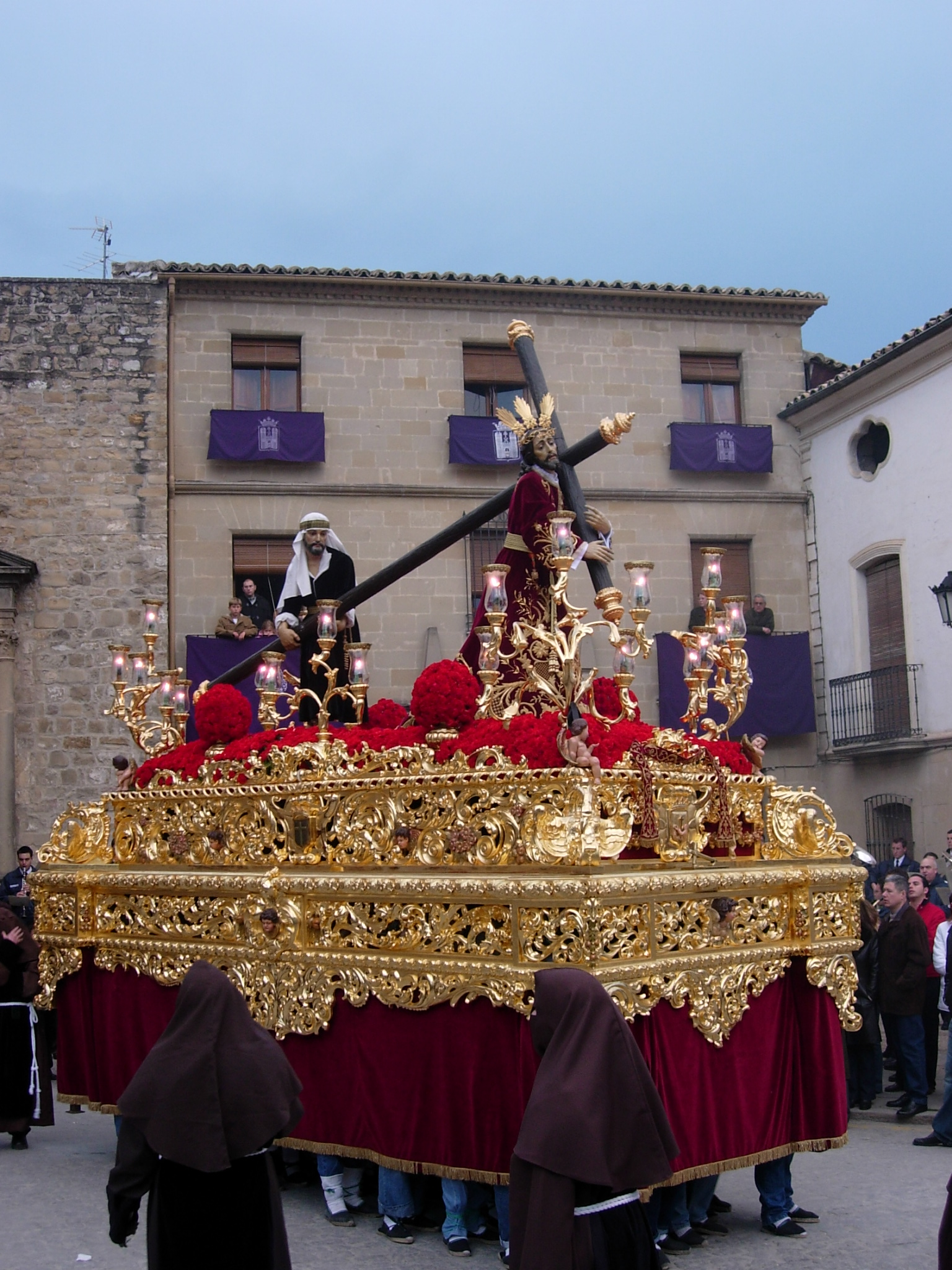
Passiegroep van het Ware Kruis

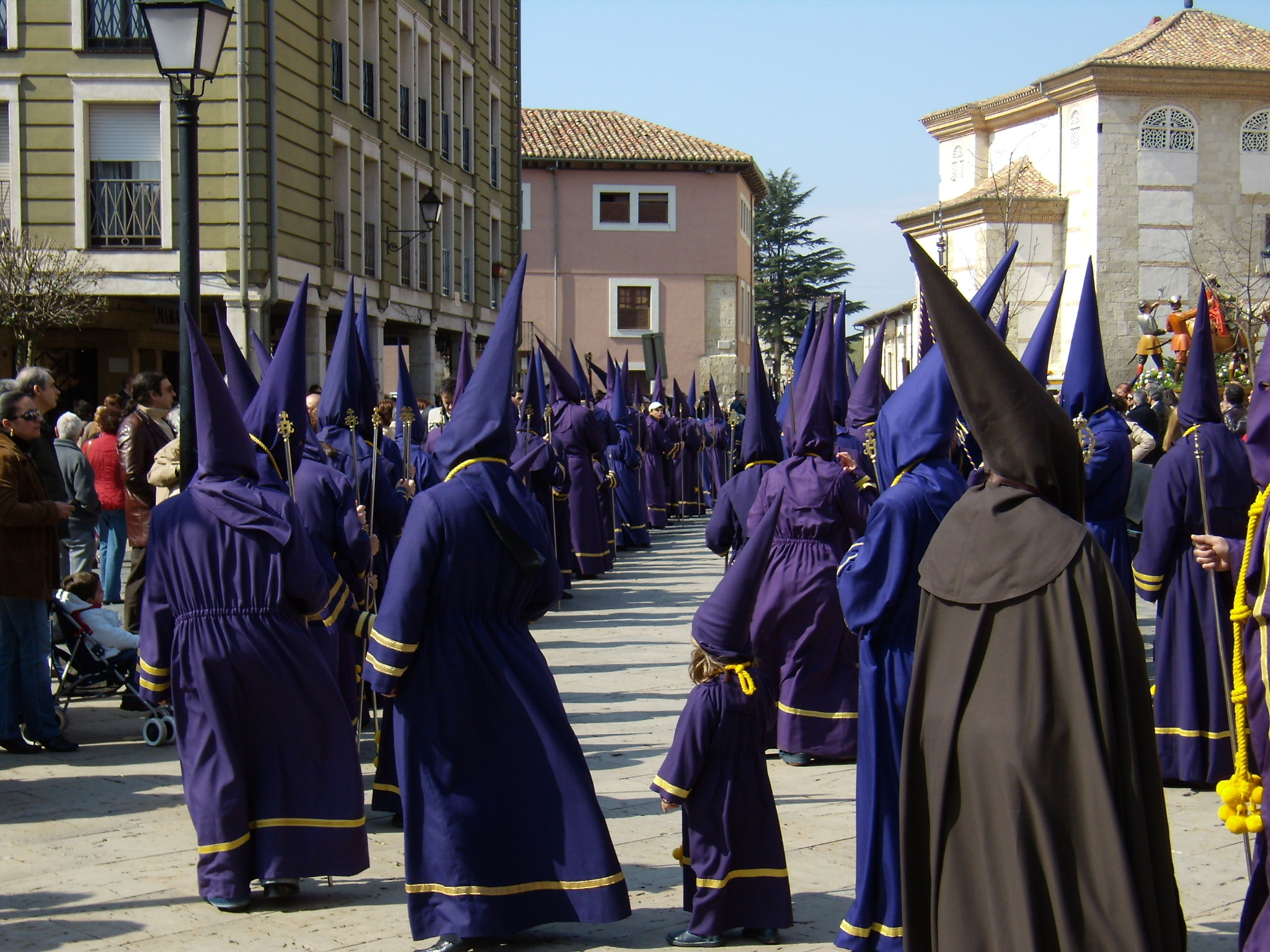
Een cofradia uit Palencia

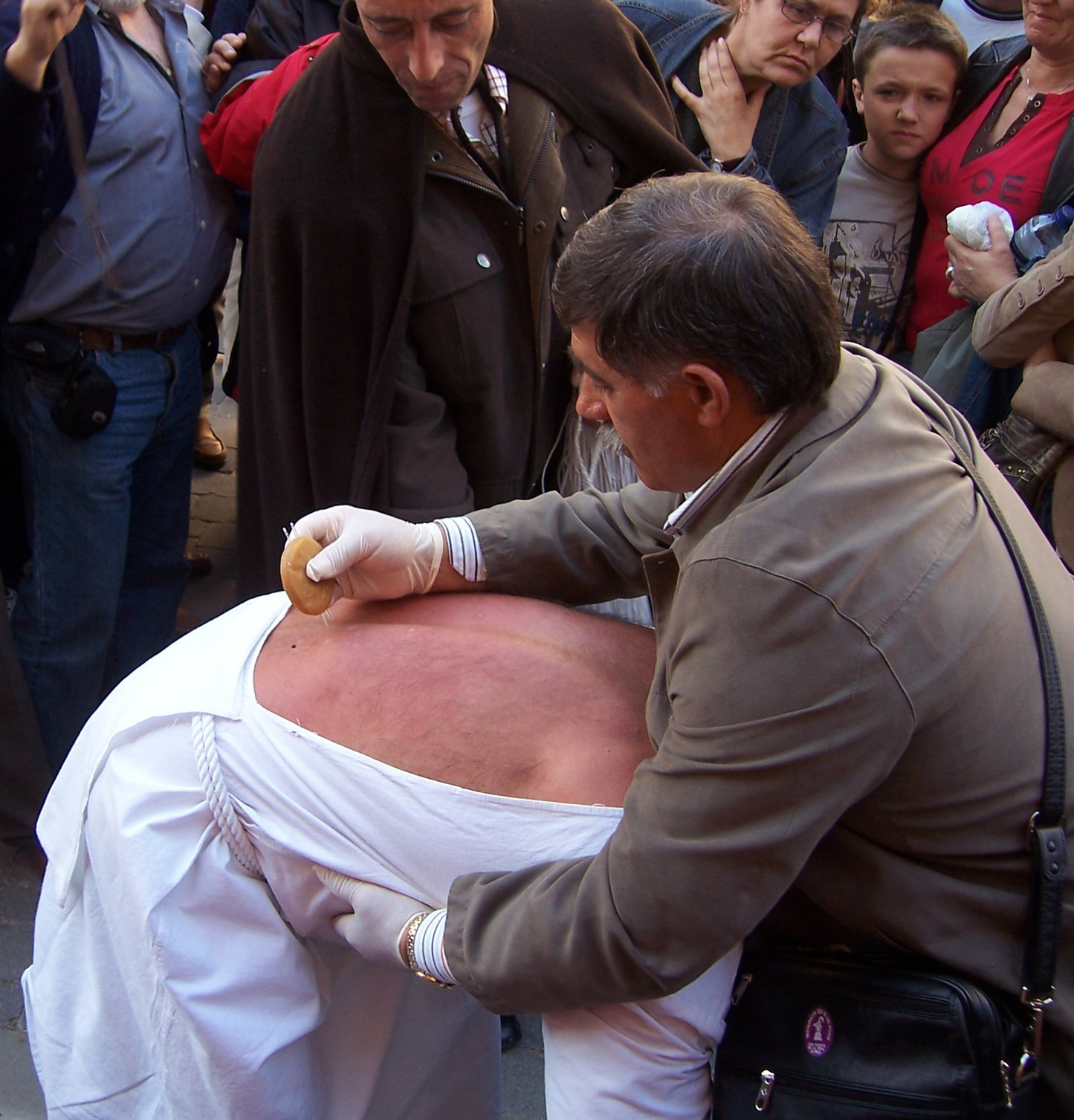
Spanjaarden doen boete, en pijnigen zichzelf voor hun zonden. Dit is de oorsprong van al deze processies.

De Semana Santa (letterlijk: Heilige Week) is de in Spaanstalige landen gebruikte benaming voor de Goede Week, de week voor Pasen, die daar uitbundig wordt vormgegeven. In sommige andere katholieke landen worden in deze week veel religieuze beelden met paarse doeken afgedekt, de klokken zwijgen en het orgel blijft onberoerd. In Spanje en Zuid-Amerika daarentegen trekken processies uit die in een barokke vormgeving en met groots vertoon het lijden van Christus en Maria in de straten zichtbaar maken. Kenmerkend zijn de grote beeldengroepen die op vergulde platformen (paso's) worden rondgedragen. Over het algemeen heeft elke processie een paso met een tafereel uit het lijden van Christus en een paso met een droeve Maria. Deze processies zijn in essentie boeteprocessies. Er lopen steevast boetelingen in mee, die kleding dragen met puntvormige maskers, om de anonimiteit te waarborgen. Deze kostuums zijn later ook door de (overigens sterk anti-katholieke) Amerikaanse Ku Klux Klan gebruikt, waardoor het beeld van de Spaanse boeteling bij sommigen in het westen een negatieve connotatie heeft gekregen.

## Spanje
In Spanje gaat de Semana Santa gepaard met veel tradities, en vooral die in Andalusië genieten veel faam. Een goed voorbeeld is de viering van de Semana Santa in Sevilla, maar ook buiten Sevilla vinden vergelijkbare plechtigheden plaats, vooral in de hoofdsteden van de andere provincies van Andalusië, Huelva, Cádiz, Málaga, Córdoba, Granada, Jaén en Almería. Daarnaast hebben ook vele dorpen en kleinere steden hun eigen tradities, vaak met elk hun eigen bijzonderheden. De processies in Málaga onderscheiden zich door hun afwijkende paso's, daar Tronos genaamd, die veel groter zijn dan elders en door honderdvijftig Hombres del trono gedragen moeten worden.
Buiten Andalusië hebben verschillende streken vergelijkbare tradities, vaak soberder. Ook in Zuid-Amerika heeft deze gewoonte zich verspreid.

## Uruguay
In Uruguay heeft de Semana Santa de bijnaam "la semana turistica". Veel Uruguayanen gaan dan op vakantie, voornamelijk naar binnenlandse bestemmingen zoals de kust en de heetwaterbronparken nabij Salto.